# Jonas Nay
Jonas Nay (Lubecca, 20 settembre 1990) è un attore e musicista tedesco.
Conosciuto per aver interpretato da protagonista nelle miniserie televisive Deutschland 83, Deutschland 86 e Deutschland 89, il ruolo di Martin Rauch.

## Filmografia

### Cinema
- Morgen ist auch noch ein Tag, regia di Steffen Cornelius Tralles - cortometraggio (2010)
- Dear Courtney, regia di Rolf Roring (2013)
- König von Deutschland, regia di David Dietl (2013)
- Hirngespinster, regia di Christian Bach (2014)
- Wir sind jung. Wir sind stark., regia di Burhan Qurbani (2014)
- Letnie przesilenie, regia di Michal Rogalski (2015)
- The Accidental Rebel, regia di Randa Chahoud (2019)
- Lezioni di persiano (Persian Lessons), regia di Vadim Perelman (2020)
- Io, tu, lui e lei (Du Sie Er & Wir), regia di Florian Gottschick (2021)

### Televisione
- 4 gegen Z – serie TV, 27 episodi (2005-2006)
- 14º Distretto (Großstadtrevier) – serie TV, 1 episodio (2007)
- Die Rettungsflieger – serie TV, 1 episodio (2007)
- Grani di pepe (Die Pfefferkörner) – serie TV, 1 episodio (2008)
- Krimi.de – serie TV, 1 episodio (2009)
- Hamburg Distretto 21 (Notruf Hafenkante) – serie TV, 1 episodio (2011)
- Homevideo, regia di Kilian Riedhof – film TV (2011)
- Jorinde und Joringel, regia di Bodo Fürneisen – film TV (2011)
- Tatort – serie TV, 2 episodi (2012)
- Ultima traccia Berlino (Letzte Spur Berlin) – serie TV, 1 episodio (2013)
- Die Frau von früher, regia di Andreas Kleinert – film TV (2013)
- Tod an der Ostsee, regia di Martin Enlen – film TV (2013)
- Nichts mehr wie vorher, regia di Oliver Dommenget – film TV (2013)
- Il commissario Schumann (Der Kriminalist) – serie TV, 1 episodio (2013)
- Deutschland 83, regia di Edward Berger e Samira Radsi – miniserie TV (2015)
- Schweigeminute, regia di Thorsten Schmidt – film TV (2016)
- Vadder, Kutter, Sohn, regia di Lars Jessen – film TV (2017)
- Jennifer - Sehnsucht nach was Besseres – serie TV, 1 episodio (2018)
- Linea di separazione (Tannbach – Schicksal eines Dorfes) – serie TV, 4 episodi (2015-2018)
- Deutschland 86, regia di Florian Cossen ed Arne Feldhusen – miniserie TV (2018)
- Der Club der singenden Metzger – serie TV (2019)
- Deutschland 89, regia di Randa Chahoud e Soleen Yusef – miniserie TV (2020)
- Ein Hauch von Amerika, regia di Dror Zahavi – miniserie TV, 4 puntate (2021)
- Transatlantic, regia di Stéphanie Chuat, Véronique Reymond e Mia Maariel Meyer – miniserie TV, 3 puntate (2023)
- Il tatuatore di Auschwitz (The Tattooist of Auschwitz), regia di Tali Shalom Ezer – miniserie TV (2024)

## Riconoscimenti
- 2011 – Deutscher Fernsehpreis[1]
  - Promotional Award per Homevideo
- 2012 – Grimme Award
  - Adolf Grimme Award per Homevideo (con Jan Braren, Kilian Riedhof, Benedict Neuenfels e Sophia Boehme)
- 2012 – Günter Strack TV Award
  - Miglior giovane attore per Homevideo
- 2012 – New Faces Awards
  - Miglior attore per Homevideo
- 2012 – Seoul International Drama Awards[2]
  - Premio Individuale al Miglior attore per Homevideo
- 2014 – Bayerischer Filmpreis
  - Miglior giovane attore per Hirngespinster
- 2015 – Bambi Awards
  - Nomination Miglior attore per Linea di separazione
- 2015 – Bavarian TV Awards
  - Nomination Miglior attore in un film televisivo per Linea di separazione
- 2016 – German Film Critics Association Awards
  - Nomination Miglior attore per Wir sind jung. Wir sind stark. e Letnie przesilenie
- 2016 – German Television Awards[3]
  - Miglior attore per Deutschland 83 e Linea di separazione
- 2016 – Golden Camera
  - Nomination Miglior attore tedesco per Deutschland 83
- 2020 – Bavarian TV Awards
  - Bavarian TV Award for Composing per Der Club der singenden Metzger (con David Grabowski)

## Doppiatori italiani
Nelle versioni in italiano delle opere in cui ha recitato, Jonas Nay è stato doppiato da:
- Davide Perino in Deutschland 83, Deutschland 86, Deutschland 89
- Jacopo Venturiero in Lezioni di persiano
- Alessandro Capra ne La verità inventata
- Andrea Colombo Giardinelli in Io, tu, lui e lei
- Luigi Morville in Transatlantic[4]
- Flavio Aquilone ne Il tatuatore di Auschwitz